# Gerald z Walesu
Gerald z Walesu (velšsky Gerallt Gymro, latinsky Giraldus Cambrensis, 1146 hrad Manorbier – 1223 ?) byl arcijáhen v Breconu, kronikář, historik a kartograf. Většinu svého života věnoval marné snaze o získání biskupského stolce ve velšské diecézi sv. Davida.

## Život
Gerald, vlastním jménem Gerald z Barry byl potomkem Viléma z Barry a Angharad, dcery Geralda z Windsoru. V jeho žilách tak kolovala směs velšské a normanské krve a již od mládí byl zasvěcen církevní kariéře, která započala výchovou u benediktinů v Gloucesteru a poté pokračoval ve studiu na pařížské univerzitě. Po návratu do vlasti roku 1172 byl pověřen výběrem církevních v desátků a získal úřad arcijáhna v Breconu. Po marné snaze o získání biskupského postu se vrátil do Francie a pokračoval ve studiu teologie v Paříži. Po roce 1179 se účastnil dvou výprav ve jménu krále Jindřicha do Irska, byl účastníkem dublinského koncilu a koncem 80. let byl společníkem arcibiskupa propagujícího kruciátu a účast na ní při cestě po Walesu a Francii.
| „                 | Než se mi kalamář pokryje plísní, smočím v něm pero a budu psát, aby písmo natrvalo uchovalo zprávu... | “ |
| — Gerald z Walesu | |   |

Kromě systematického psaní, se kterým sdílel úspěch u svých posluchačů, se Gerald snažil získat úřad biskupa při katedrále v St David's, který byl již v jeho dětství obsazen jeho strýcem. Roku 1198 jej navrhla místně příslušná kapitula, ale jeho kandidatura neprošla přes canteburského arcibiskupa. Naděje vkládaná do rozhodnutí krále Richarda zhasla společně s jeho nečekanou smrtí a Gerald se vydal pro svěcení do Říma, kde doufal v souhlas papeže. Biskupského svěcení se nikdy nedočkal, poslední roky života strávil marným pendlováním mezi Walesem a Římem, kdy se snažil dokázat nezávislost velšské církve sv. Davida na canterburském arcibiskupství, musel čelit pomluvám z úst canterburských kanovníků a svému pronásledování králem. Svou snahu nakonec vzdal a závěr života strávil veřejným předčítáním svých děl.

## Dílo
- Topographia Hibernica 1187
- Expugnatio Hibernica 1189
- Itinerarium Cambriae 1191
- Liber de Principis instructione cca 1193
- Descriptio Cambriae
- De instructione principis
- De rebus a se gestis
- De iure et statu Menevensis ecclesiae
- Gemma ecclesiastica
- Speculum ecclesiae
- Symbolum electorum
- Invectiones
- Retractationes
- Speculum duorum
- Život Huga z Lincolnu
- Život Geoffroye, arcibiskupa z Yorku
- Život svatého Ethelberta
- Život svatého Remigia
- Život svatého Davida
- Vita sancti Karadoci
- De fidei fructu fideique defectu
- Totius Kambriae mappa cca 1205